# Web exportadora
Una web exportadora se define como el sitio Web de una empresa con actividad exportadora que utiliza los avances en Internet para generar nuevas relaciones y negocios.
En Argentina, en el marco del premio La Nación- TCA a la excelencia exportadora, una iniciativa de La Nación y Terminal de Cargas Argentina que distingue a las pequeñas y medianas empresas que sobresalen por su innovación y por el grado de internacionalización de sus negocios, se encuentra el premio web donde se distingue a empresas que tengan una Web Exportadora. Este premio data desde el año 2005 y ha sido ganado por empresas como Kosiuko, Dattatec, y Tecnolengo.
La exportación constituye la venta de productos o servicios fuera de los límites territoriales de un país. Estos límites hoy desaparecen por la presencia de Internet como medio de comunicación. La Web acelera las interacciones de manera que los eslabones de la cadena de valor pueden actuar de forma colaborativa.
Esto representa un desafío y una oportunidad para la empresa exportadora, que para impulsar sus negocios, desde la definición de los productos hasta la venta requerirá de un sitio Web.

## La web exportadora es aquella que permite efectuar en línea
- La orden de compra de un producto o servicio.
- El pago de un producto o servicio.
- Visualización de catálogo de productos.
- Interactuar con la empresa.
- Interactuar con otros clientes.
- Dar opiniones.

- Datos: Q5413216